# Das Werdende Zeitalter
Die Zeitschrift Das Werdende Zeitalter war eine der zentralen Zeitschriften der Reformpädagogik der Weimarer Republik. Sie war das deutschsprachige Organ des Weltbundes für Erneuerung der Erziehung (New Education Fellowship) und wurde zunächst von Elisabeth Rotten, dann gemeinsam von Elisabeth Rotten und Karl Wilker herausgegeben. Sie erschien vierteljährlich, später monatlich, von 1923 bis 1933.
Ihr voraus ging die „Internationale Erziehungs-Rundschau“, die 1920 und 1921 erschien. Diese wurde ebenfalls von Elisabeth Rotten unter wechselnder Mitwirkung von Max Hermann Baege, Walter Koch und Ida Koritchoner herausgegeben. Die IER war eine Beilage zur damaligen Monatsschriftenreihe „Die Neue Erziehung“.